# Red Dead Redemption 2
Red Dead Redemption 2 (стилизованно — Red Dead Redemption II, сокращённо RDR2) — компьютерная игра в жанрах action-adventure и шутера от третьего лица с открытым миром, разработанная Rockstar Studios и выпущенная Rockstar Games для консолей PlayStation 4 и Xbox One 26 октября 2018 года и для персональных компьютеров под управлением Windows 5 ноября 2019 года. Является третьей игрой в серии Red Dead и приквелом к Red Dead Redemption 2010 года.
Действие Red Dead Redemption 2, оформленной в духе вестерна, происходит на территории нескольких вымышленных штатов США на рубеже XIX—XX веков. Сюжет игры построен вокруг приключений банды Датча Ван дер Линде; под управлением игрока находится один из членов банды — Артур Морган, а после прохождения сюжетной линии до эпилога — другой член банды, Джон Марстон. После неудачного ограбления парома бандиты вынуждены скрываться в глуши от федеральных агентов и охотников за головами. Red Dead Redemption 2 предлагает игроку свободно путешествовать по обширному миру игры, самостоятельно находя интересные места и занятия — к числу таких возможных занятий принадлежат перестрелки, ограбления, охота на диких животных, скачки на лошадях и нахождения коллекционных предметов (сигаретные карточки, ловля легендарных рыб/животных, кости динозавров, наскальные рисунки и т. д.). Особая система «чести», учитывающая как достойные, так и преступные поступки игрока, влияет как на сюжет игры, так и на игровой процесс.
После выхода Red Dead Redemption 2, как одна из самых ожидаемых и широко рекламируемых в это время игр, побила несколько рекордов продаж — лишь за две недели после их начала было продано свыше 17 миллионов копий игры, принеся компании Rockstar свыше 725 миллионов долларов прибыли. Она получила самые высокие оценки прессы — обозреватели удостоили самых высоких похвал сюжет, персонажей, предоставленную игроку свободу и чрезвычайное внимание разработчиков к деталям. По итогам 2018 года игра также собрала ряд престижных наград, в том числе «Выбор критиков» на церемонии Golden Joystick Awards и «Лучшее повествование» и «Лучший саундтрек» на церемонии The Game Awards. Также в 2018 году игра стала лауреатом 22-й ежегодной премии D.I.C.E. Awards — премии Академии интерактивных искусств и наук (Academy of Interactive Arts & Sciences), одержав победу в номинации «Выдающееся техническое достижение».

## Игровой процесс
Red Dead Redemption 2 представляет собой игру в жанре action-adventure с открытым миром; игрок управляет одним персонажем с возможностью переключения камеры на вид от первого или от третьего лица по своему выбору. Игра включает в себя как однопользовательский, так и многопользовательский режимы — последний носит название Red Dead Online. На протяжении большей части сюжетной кампании однопользовательского режима игрок управляет персонажем по имени Артур Морган, членом банды Ван дер Линде; сюжетная кампания включает в себя ряд миссий — линейных сценариев с чётко поставленной целью в каждом, которые игрок должен выполнить последовательно. Вне миссий даётся возможность свободно путешествовать по обширному миру игры, самостоятельно находя интересные места и побочные задания. Игрок может вступать в сражения с врагами, используя как приёмы и оружие для рукопашного боя, так и разнообразное огнестрельное оружие и взрывчатку.

### Шкала чести
Как и в предыдущей части, в игре присутствует «шкала чести», определяемая поступками игрока: доброжелательные и благородные поступки (помощь незнакомцам, самоотверженность, щедрость и т. д.) способствуют повышению репутации персонажа, сдвигая текущее значение в правый белый ползунок, в то время как неприемлемые и аморальные действия (убийства, дебоши, ограбления, жестокость, похищения и т. д.) создают главному герою репутацию отъявленного бандита, сдвигаясь к красному ползунку. Честь является одним из важных аспектов игры, поскольку многие ключевые моменты меняются в зависимости от текущей репутации персонажа.
В определённый момент в игре игроку придётся определиться, каким путём идти, поскольку большинство снаряжения и некоторые квесты становятся доступны только на определённом уровне чести. От уровня чести также зависит, как окружающий мир будет воспринимать протагониста. Чем выше уровень чести, тем лучше будет внутриигровое отношение NPC к главному герою, продавцы начнут продавать снаряжение дешевле, также будут доступны особые квесты от посторонних NPC. За максимальную или минимальную шкалу чести даётся определённое достижение. Также, в зависимости от уровня шкалы чести, будут открываться те или иные диалоги

## Сюжет

### Персонажи
Главным героем игры является член банды Датча Ван дер Линде по имени Артур Морган. Помимо Артура в банду Датча входят ещё около 20 человек, включая некоторых персонажей предыдущей игры серии, Red Dead Redemption. В эпилоге главным героем является Джон Марстон, протагонист Red Dead Redemption. Банде «Ван дер Линде» противостоят нанятые магнатом Левитом Корнуоллом агенты детективного агентства Пинкертона во главе с Эндрю Милтоном, а также бандиты из конкурирующей банды Кольма О’Дрисколла.

### История
События игры начинаются в 1899 году, когда после неудачного ограбления парома в Блэкуотере банда Датча Ван Дер Линде вынуждена скрываться от преследования законников, оставив все свои деньги в Блэкуотере. Считая, что время беззакония подходит к концу, банда решает заработать достаточное количество денег, чтобы уйти на покой. Они грабят поезд, принадлежащий магнату Левиту Корнуоллу; в ответ на это Корнуолл нанимает агентов Пинкертона во главе с Эндрю Милтоном, чтобы поймать их.
После перестрелки с людьми Корнуолла в Валентайне, банда Датча покидает Нью-Ганновер и переезжает в штат Лемойн, находившийся рядом. Там они встречают две враждующие между собой семьи Греев и Брейтуэйтов. Датч пытается стравить семьи друг с другом, но Греи, узнав об этом, устраивают засаду, в которой погибает член банды Шон Макгуайр, а Брейтуэйты похищают сына Джона Марстона, Джека. Банда принимает ответные меры против обеих семей и узнаёт, что Джек находится у главы преступного мира Сен-Дени — Анджело Бронте. Вернув мальчика, банда по наводке Бронте грабит трамвайную станцию, но попадают в ловушку. Сбежав от преследования, Датч решает отомстить и в конечном итоге скармливает Бронте аллигатору.
Ван дер Линде понимает, что у банды нет будущего в США и решает ограбить крупный банк в Сен-Дени, чтобы на полученные деньги уехать в Австралию или на Таити. Однако во время ограбления банду окружают Пинкертоны. Агент Милтон убивает Хозию и арестовывает Джона, а также в ходе боя погибает Ленни. Датч, Артур, Билл, Хавьер и Мика сбегают из города на корабле, направляющемся на Кубу. Корабль попадает в шторм и тонет, а людей выбрасывает на берег острова Гуарма, где они оказываются втянутыми в войну между владельцами плантаций сахарного тростника и местным населением, обращённым в рабство. Группа Датча помогает в борьбе против владельцев плантаций и обеспечивает себе транспорт обратно в США.
Вернувшись, банда вновь воссоединяется, однако их сразу же находят агенты Пинкертона, и после ожесточённой перестрелки принимается решение вновь сменить местоположение лагеря. Эбигейл просит Датча вызволить Джона из тюрьмы, но тот ей отказывает. Тогда Артур и Сэди решают сделать это вдвоём. Через некоторое время Артур узнаёт, что он болен туберкулёзом, заразившись им от фермера Томаса Даунса, у которого выбивал долги по просьбе Леопольда Штрауса. Датч начинает сомневаться в лояльности Артура после того, как он и Сэди вытащили из тюрьмы Джона, ослушавшись приказа, а также отчасти благодаря манипуляциям Мики, который охотно взял на себя роль Хозии в качестве правой руки Датча. Банда начинает распадаться. Ван дер Линде использует конфликт между местным племенем индейцев и армией Соединённых Штатов с целью отвлечь внимание от своей банды, что приводит к полному разочарованию Артура в Датче. В ходе сюжета выясняется, что именно Мика был предателем, связавшимся с агентством Пинкертонов после Гуармы. В зависимости от чести главного героя, Артур Морган либо мирно умрёт из-за болезни и ранений непосредственно сразу после последнего сражения, либо будет убит.
Спустя восемь лет, в 1907 году, Джон со своей семьёй, возлюбленной Эбигейл и сыном Джеком, с переменным успехом ищут работу и пытаются вести жизнь «по закону». Изначально Джон ищет работу на ранчо Пронгхорнов, там он работает фермером и, вопреки просьбам Эбигейл не нарушать закон и жить мирно, помогает владельцу защищаться от банды Ларами, которые хотят отнять у Пронгхорнов участок. Позже из-за этого его возлюбленная, забрав Джека, уходит от Джона. Марстон вспоминает, что Эбигейл хочет купить участок Бичерс-Хоуп около Блэкуотэра. Он берёт кредит в банке и покупает участок. Около банка Джон встречает Дядюшку, с которым он едет в Сен-Дени и вместе с ним строит ранчо. В это время он получает телеграмму от Сэди Адлер о работе охотником за головами. Марстон соглашается и работает с ней некоторое время. После всего этого Эбигейл возвращается к Джону, после чего тот делает ей предложение.
Некоторое время спустя на Бичерс-Хоуп приезжает Сэди и сообщает, что она знает, где может находится Мика с его новой бандой, и, вероятно, деньги из ограбления Блэкуотера находятся вместе с ним. Несмотря на мольбы Эбигейл остаться, Джон просит её понять, что всего, что они имеют, не было бы, если бы не Артур и другие члены банды, убитые из-за предательства Мики, посему они должны быть отмщены. Они выслеживают Мику, обнаруживая вместе с ним и Датча. Однако в итоге последний стреляет в Мику и позволяет Джону добить его, после чего молча уходит, оставляя в хижине сундук набитый золотом и деньгами из Блэкуотера. Позже Джон официально женится на Эбигейл и начинает новую жизнь на своём ранчо. Во время финальных титров показывается дальнейшая судьба части главных и второстепенных персонажей.

## Музыка
В конце апреля 2017 года появилась информация о том, что над музыкой для игры работает аргентинский композитор Густаво Сантаолалья, ранее написавший музыку к игре The Last of Us, однако ближе к выходу игры было подтверждено, что за написание музыки к игре отвечает Вуди Джексон, также являвшийся композитором Red Dead Redemption.
За написание песен для игры отвечал Даниэль Лануа. Их исполнили Ди Энджело, Вилли Нельсон, Рианнон Гидденс и Джош Хомме.
В Red Dead Redemption 2, по заверениям разработчиков, есть три типа музыки:
- Narrative (повествовательная) — та музыка, которая играет во время сюжетных заданий;
- Interactive (интерактивная) — музыка, играющая, когда игрок находится в открытом мире или в сетевой игре;
- Environmental (музыка окружения) — песни или музыка, которую играют персонажи непосредственно в игре.

Как и в предыдущих своих играх, в RDR2 разработчики использовали технологию вертикального микширования: музыкальные композиции разделены на несколько (до 15) слоёв, каждый из которых представляет собой партию одного или нескольких инструментов или эффектов, и эти слои комбинируются в игре на лету в зависимости от происходящего на экране.
12 июля 2019 года вышел первый альбом с саундтреком Red Dead Redemption 2 — Original Soundtrack. Он включал в себя 13 песен, написанных Даниэлем Лануа и другими. Трек Unshaken же вышел в качестве сингла ещё 4 января 2019 года.
| №   | Название               | Автор(ы)                                                                  | Длительность |
| --- | ---------------------- | ------------------------------------------------------------------------- | ------------ |
| 1.  | «Unshaken»             | Ди Энджело                                                                | 3:53         |
| 2.  | «Moonlight»            | Даниэль Лануа, Дерил Джонсон, Джозеф Мейз, Деррил Хетчер, Рианнон Гидденс | 3:47         |
| 3.  | «That's The Way It Is» | Даниэль Лануа                                                             | 4:08         |
| 4.  | «Mountain Finale»      | Даниэль Лануа                                                             | 2:54         |
| 5.  | «Crash of Worlds»      | Рокко ДеЛука                                                              | 1:46         |
| 6.  | «Cruel World»          | Вилли Нельсон                                                             | 2:28         |
| 7.  | «Red»                  | Даниэль Лануа                                                             | 2:15         |
| 8.  | «Mountain Hymn»        | Рианнон Гидденс                                                           | 3:58         |
| 9.  | «Mountain Banjo»       | Рианнон Гидденс                                                           | 2:41         |
| 10. | «Table Top»            | Даниэль Лануа                                                             | 4:05         |
| 11. | «Love Come Back»       | Даниэль Лануа                                                             | 3:43         |
| 12. | «Oh My Lovely»         | Даниэль Лануа                                                             | 3:12         |
| 13. | «Cruel World»          | Джош Хомме                                                                | 3:38         |

9 августа 2019 года вышел второй альбом с саундтреком Red Dead Redemption 2 — Original Score. Он включал в себя 22 композиции, написанные Вуди Джексоном и другими.
| №   | Название                                                   | Автор(ы)                                     | Длительность |
| --- | ---------------------------------------------------------- | -------------------------------------------- | ------------ |
| 1.  | «By 1899, The Age Of Outlaw And Gunslingers Was At An End» | Джефф Сильверман, Люк О'Молли, Вуди Джексон  | 1:28         |
| 2.  | «Outlaws From The West»                                    | Вуди Джексон                                 | 4:57         |
| 3.  | «Blessed Are The Peacemakers»                              | Вуди Джексон                                 | 3:42         |
| 4.  | «Mrs. Sadie Adler, Widow»                                  | Вуди Джексон                                 | 4:24         |
| 5.  | «Revenge Is A Dish Best Eaten»                             | Марио Баткович, Вуди Джексон                 | 4:52         |
| 6.  | «It All Makes Sense Now»                                   | Вуди Джексон                                 | 4:09         |
| 7.  | «The Fine Art Of Conversation»                             | Вуди Джексон                                 | 2:42         |
| 8.  | «Banking, The Old American Art»                            | Майкл Леонхардт, Вуди Джексон                | 4:33         |
| 9.  | «There She Is...A Real City, The Future»                   | Марио Баткович                               | 0:36         |
| 10. | «Everybody Wake Up»                                        | Вуди Джексон                                 | 1:47         |
| 11. | «Welcome To The New World»                                 | Senyawa, Колин Стетсон                       | 4:33         |
| 12. | «Paradise Mercifully Departed»                             | Senyawa, Колин Стетсон, Вуди Джексон         | 2:33         |
| 13. | «Doctor's Opinion»                                         | Колин Стетсон                                | 0:58         |
| 14. | «Fleeting Joy»                                             | Колин Стетсон, Вуди Джексон                  | 3:45         |
| 15. | «Icarus And Friends»                                       | Колин Стетсон, Дэвид Ралик, Джефф Сильверман | 3:30         |
| 16. | «Country Pursuits»                                         | Арка, Вуди Джексон                           | 2:27         |
| 17. | «An American Pastoral Scene»                               | Вуди Джексон                                 | 3:48         |
| 18. | «Blood Feuds, Ancient And Modern»                          | Вуди Джексон                                 | 7:15         |
| 19. | «Red Dead Redemption»                                      | Вуди Джексон                                 | 3:37         |
| 20. | «The Wheel»                                                | Вуди Джексон                                 | 3:53         |
| 21. | «American Venom»                                           | Вуди Джексон                                 | 2:53         |
| 22. | «American Reprise»                                         | Вуди Джексон                                 | 0:39         |

## Разработка
Разработка Red Dead Redemption 2 заняла восемь лет; в то время как предыдущими играми, выпущенными Rockstar Games, занимались отдельные внутренние студии в разных странах — например, Rockstar North или Rockstar San Diego — в создании Red Dead Redemption 2 участвовали все подразделения компании по всему миру, работающие слаженно, как одна команда. Она является первой игрой Rockstar Games, при создании которой разработчики изначально ориентировались на аппаратное обеспечение игровых консолей восьмого поколения. Игра построена на обновлённой версии игрового движка Rockstar Advanced Game Engine.

### Первая информация
Работу над игрой Rockstar Games формально подтвердили 12 июля 2012 года, когда во время сессии вопросов и ответов заверили фанатов, что в будущем стоит ожидать новостей о серии Red Dead. Позднее, в августе, издатель Take-Two Interactive зарегистрировал торговую марку RED DEAD. 7 марта 2013 года в ходе конференции Wedbush Transformational Technologies главный операционный директор Take-Two Карл Слатофф рассказал, что серия Red Dead имеет очень важное значение для их компании, а в мае 2014 года председатель Take-Two Штраус Зельник заявил, что она является их «постоянной» франшизой, наряду с сериями Grand Theft Auto и Borderlands. В августе 2015 года был зарегистрирован домен REDDEAD.ONLINE.
13 апреля 2016 года в Сети появилось фото с изображением концепт-арта карты, якобы не анонсированной игры серии Red Dead. Через пару дней, 15 апреля, британское издание TechRadar, ссылаясь по их заявлению на источник близкий к Rockstar Games, подтверждает подлинность карты, при этом добавив, что новая игра будет приквелом к Red Dead Redemption. В конце мая 2016 года в веб-портфолио бывшего сотрудника Rockstar San Diego, художника Мэтта Клайна, был обнаружен скриншот датированный 17 августа 2015 года с подписью «RDR2». На нём видна некая местность с хижиной, которая не присутствовала в оригинальной Red Dead Redemption, а также заметен эффект хроматической аберрации появившийся только в новой версии движка RAGE с выходом Grand Theft Auto V на игровые консоли восьмого поколения. После реакции игровых изданий, 2 июня автор удалил изображение из альбома. 11 июня 2016 года на личном сайте художницы Рахиль Доймо, работавшей в Rockstar London до февраля 2014 года, были найдены концепт-арты неизвестного проекта с тематикой дикого запада; позднее они также были удалены.

### Анонс и выпуск
Начиная с 16 октября 2016 года и в последующий день в 09:00 EDT (14:00 UTC), компания Rockstar Games на официальном сайте и социальных сетях начала тизерить скорый анонс игры посредством изображений с характерным художественным стилем. Значительное внимание новостных изданий привело к росту цен на акции издателя Take-Two Interactive на 5,7 %. 18 октября Red Dead Redemption 2 была официально анонсирована, объявлено время показа первого трейлера и планируемая дата релиза игры — осень 2017 года на консоли PlayStation 4 и Xbox One. После заявления о выходе игры только на консоли, некоторые игроки создали петицию с просьбой выпустить её и на ПК.
20 октября в намеченное время, в 11:00 EDT (16:00 UTC), дебютный трейлер был опубликован. В основном он показывает пейзажи игры, природу и городские поселения, на фоне закадровый голос советует бежать, не оглядываясь назад, когда придёт время; трейлер заканчивается кадрами на которых семеро персонажей, чьи лица закрыты банданами, скачут на лошадях галопом по прерии. Тогда же Sony Interactive Entertainment объявила о заключении партнёрского соглашения с Rockstar Games, вследствие чего пользователи PlayStation 4 получают ранний доступ к онлайн-контенту Red Dead Redemption 2. 23 октября трейлер игры был показан во время Sunday Night Football на канале NBC, данная реклама обошлась Rockstar Games в $1,4 млн.
7 февраля 2017 года председатель Take-Two Штраус Зельник уверил, что многопользовательский режим Red Dead Redemption 2 не будет конкурировать с Grand Theft Auto Online.
22 мая Rockstar Games опубликовала первые семь скриншотов игры и объявила о переносе её выхода на весну 2018 года, комментируя это тем, что им необходимо дополнительное время, чтобы сделать «настолько качественный проект, насколько это возможно». В то же время разработчики пообещали предоставить новую информацию о проекте, летом 2017 года, но на следующий день генеральный директор Take-Two Штраус Зельник в интервью журналу The Market for Computer & Video Games уточнил, что игра не будет показана на выставке Electronic Entertainment Expo 2017.
2 августа, во время финансового отчёта Take-Two за первый квартал 2018 финансового года, президент компании Карл Слатофф отказался комментировать возможность выхода ПК-версии игры.
30 апреля 2018 года был анонсирован третий трейлер игры, который вышел 2 мая в 18:00 по московскому времени.
В сентябре 2018 года также стало известно о том, что помимо сюжетной игры Red Dead Redemption 2 компания Rockstar Games разрабатывает мультиплеерную Red Dead Online.
Выход Red Dead Online состоялся 27 ноября 2018 года.
4 октября 2019 года Rockstar Games анонсировала версию Red Dead Redemption 2 для персональных компьютеров под управлением Windows, выход которой состоялся 5 ноября 2019 года.
Версия игры для персональных компьютеров поддерживает два API — Vulkan и DirectX 12, но согласно отзывам игроков и обзорам, производительность при использовании Vulkan выше. Кроме того, использование Vulkan позволяет запустить игру не только под Windows 10, но и на компьютерах, на которых установлены операционные системы Майкрософт предыдущих поколений — Windows 7 и Windows 8.1. На выходе ПК-версия столкнулась с рядом критических ошибок, которые не позволяли запускать игру или вызывали сбои в ходе прохождения. После этого Rockstar Games официально принесла извинения. 13 июля 2021 года была добавлена технология сглаживания NVIDIA DLSS, позволяющая увеличить производительность до 45 % в разрешении 4K.

## Отзывы, продажи и награды
| Сводный рейтинг       | Сводный рейтинг                                 |
| Агрегатор             | Оценка                                          |
| --------------------- | ----------------------------------------------- |
| GameRankings          | - (PC) 88,20 % - (PS4) 96,45 % - (XONE) 97,44 % |
| Metacritic            | (PC) 93/100 (PS4) 97/100 (XONE) 97/100          |
| OpenCritic            | 96/100                                          |
| Иноязычные издания    |                                                 |
| Издание               | Оценка                                          |
| Destructoid           | 9,5/10                                          |
| Edge                  | 10/10                                           |
| EGM                   | 10/10                                           |
| Eurogamer             | 9/10                                            |
| Game Informer         | 10/10                                           |
| GameRevolution        | [ 99 ]                                          |
| GameSpot              | 9/10                                            |
| GamesRadar+           | [ 101 ]                                         |
| Giant Bomb            | [ 102 ]                                         |
| IGN                   | 10/10                                           |
| PC Gamer (UK)         | 88/100                                          |
| VideoGamer            | 9/10                                            |
| Русскоязычные издания |                                                 |
| Издание               | Оценка                                          |
| 3DNews                | 9/10                                            |
| Gameplay              | 5/5                                             |
| Gametech              | 10/10                                           |
| GoHa.Ru               | 10/10                                           |
| «IGN Россия»          | 9/10                                            |
| PlayGround.ru         | 9,5/10                                          |
| Riot Pixels           | 90 %                                            |
| StopGame.ru           | «Изумительно», «Наш выбор»                      |
| «Игромания»           | [ 114 ]                                         |
| «Игры Mail.ru»        | 9,5/10                                          |
| «Канобу»              | 10/10                                           |
| «НИМ»                 | 9,8/10                                          |
| Награды               |                                                 |
| Издание               | Награда                                         |
| Игромания             | Выбор редакции, «Игра года»                     |

### До выхода
В декабре 2016 года известный японский геймдизайнер Хидэо Кодзима рассказал, что Red Dead Redemption 2 является для него самой ожидаемой игрой в 2017 году.
В начале 2018 года игра попала в топ-10 самых ожидаемых игр по мнению Газета.Ru.

### Продажи
После анонса Red Dead Redemption 2 аналитик из Macquarie Group Бен Шехтер предположил, что за первый квартал финансового года, после выхода игры, Take-Two Interactive продаст около 12 миллионов копий игры. За первые три дня продаж игра принесла разработчикам более $725 млн. По состоянию на 6 февраля 2020 года было продано более 29 миллионов копий игры. Take-Two Interactive за второй квартальный отчёт отчиталась за 32 млн проданных копий игры. Согласно отчётам по третьему финансовому кварталу за 2022 год, тираж игры превысил 43 млн копий.

## Red Dead Online
Многопользовательский режим Red Dead Redemption 2, получивший название Red Dead Online, был выпущен в качестве публичной бета-версии 27 ноября 2018 года для игроков, которые владели специальным изданием базовой игры, а затем постепенно открылся для всех игроков. При входе в игровой мир игроки настраивают персонажа и могут свободно исследовать окружающую среду в одиночку или в группе «отряд». По мере того, как игроки завершают действия по всему игровому миру, они получают очки опыта для повышения ранга и получения бонусов, тем самым развиваясь в игре. Хотя Red Dead Online использует тот же мир и тот же геймплей, что и Red Dead Redemption 2, Rockstar рассматривает их как отдельные продукты с независимым сюжетом. Прогресс игрока в публичной бета-версии был перенесён, когда бета-версия закончилась 15 мая 2019 года.